# ستير فان زوول 2024
ستير فان زوول 2024 هو سباق دراجات هوائية، وهو الموسم الثالث والستين من ستير فان زوول، وأقيم في 2 مارس 2024 ضمن سباقات طواف أوروبا للدراجات 2024.
فاز بالمركز الأول نيكلاس بيديرسين ‏، وفاز بالمركز الثاني Simon Dehairs ‏، وفاز بالمركز الثالث Vlad Van Mechelen ‏.

## الفرق
| فريق برو- Unibet Tietema Rockets ‏ فرق قارية (13)- فولكر ويسيلز سيكلينج تيم 2024 ‏ - ألبيسين فينيكس تيم ‏ - بيت سايكلنج ‏ - Development Team DSM–Firmenich PostNL ‏ - Diftar Continental Cyclingteam ‏ - Lidl–Trek Future Racing ‏ - ميتك سولاروات بي/بي مانتيل 2024 ‏ - Parkhotel Valkenburg CT ‏ - Team Lotto–Kern Haus ‏ - Team Storck-Metropol Cycling ‏ - فريق تطوير امبلر ‏ - Novapor Speedbike‏ - Sauerland NRW-SKS Germany ‏ فريق دراجات هواة- Sensa-Kanjers voor Kanjers‏ فرق أندية الدراجات (10)- Dutch Food Valley Cycling Team‏ - GRC Jan van Arckel‏ - Willebrord Wil Vooruit‏ - Hubo-Remotive‏ - JEGG-DJR Academy‏ - CT GIANT Store Assen - NWVG‏ - WV De IJsselstreek‏ - OWC & AWV de Zwaluwen‏ - TWC De Kempen‏ - WV de Hanzerenners‏ |  |
| |  |

## المشاركون
| فولكر ويسيلز سيلينج تيم ‏ VWT | فولكر ويسيلز سيلينج تيم ‏ VWT | فولكر ويسيلز سيلينج تيم ‏ VWT |
| ---------------------------- | ---------------------------- | ---------------------------- |
| م                            | عداء                         | مرتبة                        |
| 1                            | Coen Vermeltfoort ‏           | 16                           |
| 2                            | Elmar Abma ‏                  | 47                           |
| 3                            | Jasper Haest ‏                | 40                           |
| 4                            | Stijn Daemen ‏                | 53                           |
| 5                            | Thimo Willems ‏               | لم يكمل السباق               |
| 6                            | بيرت جان يندمان              | 23                           |
| 7                            | Niek Hoornsman‏               | 8                            |

| Unibet Tietema Rockets ‏ TDT | Unibet Tietema Rockets ‏ TDT | Unibet Tietema Rockets ‏ TDT |
| --------------------------- | --------------------------- | --------------------------- |
| م                           | عداء                        | مرتبة                       |
| 11                          | Joren Bloem ‏                | لم يكمل السباق              |
| 12                          | Martijn Budding ‏            | 22                          |
| 13                          | Jelle Johannink ‏            | 10                          |
| 14                          | Tomáš Kopecký (cyclist) ‏    | 21                          |
| 15                          | أندرياس ستوكبرو             | 27                          |
| 16                          | نيكلاس بيديرسين ‏            | 1                           |
| 17                          | Abram Stockman ‏             | 5                           |

| ألبيسين فينيكس تيم ‏ ADD | ألبيسين فينيكس تيم ‏ ADD | ألبيسين فينيكس تيم ‏ ADD |
| ----------------------- | ----------------------- | ----------------------- |
| م                       | عداء                    | مرتبة                   |
| 21                      | Lennert Belmans ‏        | 18                      |
| 22                      | Marceli Bogusławski ‏    | لم يكمل السباق          |
| 23                      | Ramses Debruyne ‏        | لم يكمل السباق          |
| 24                      | Simon Dehairs ‏          | 2                       |
| 26                      | Sente Sentjens ‏         | لم يكمل السباق          |

| بيت سايكلنج ‏ BCY | بيت سايكلنج ‏ BCY           | بيت سايكلنج ‏ BCY |
| ---------------- | -------------------------- | ---------------- |
| م                | عداء                       | مرتبة            |
| 31               | Stijn Appel ‏               | لم يكمل السباق   |
| 32               | Bram Dissel‏                | لم يكمل السباق   |
| 33               | Tijmen Eising ‏             | 6                |
| 34               | فيسل كرول ‏                 | لم يكمل السباق   |
| 35               | Mārtiņš Pluto ‏             | 20               |
| 36               | Lars Loohuis‏               | 44               |
| 37               | Daan van Sintmaartensdijk ‏ | لم يكمل السباق   |

| Development Team DSM–Firmenich PostNL ‏ DDP | Development Team DSM–Firmenich PostNL ‏ DDP | Development Team DSM–Firmenich PostNL ‏ DDP |
| ------------------------------------------ | ------------------------------------------ | ------------------------------------------ |
| م                                          | عداء                                       | مرتبة                                      |
| 42                                         | Axel Källberg ‏                             | 39                                         |
| 44                                         | Frank Aron Ragilo ‏                         | لم يكمل السباق                             |
| 46                                         | Vlad Van Mechelen ‏                         | 3                                          |

| Diftar Continental Cyclingteam ‏ SWY | Diftar Continental Cyclingteam ‏ SWY | Diftar Continental Cyclingteam ‏ SWY |
| ----------------------------------- | ----------------------------------- | ----------------------------------- |
| م                                   | عداء                                | مرتبة                               |
| 51                                  | Robin Löwik‏                         | لم يكمل السباق                      |
| 52                                  | Rick Ottema ‏                        | 17                                  |
| 53                                  | Marvin Peters‏                       | لم يكمل السباق                      |
| 54                                  | Peter Schulting ‏                    | 28                                  |
| 55                                  | Wouter van de Weerdhof‏              | 60                                  |
| 56                                  | Guillaume Visser‏                    | 29                                  |
| 57                                  | Vincent van Dorp‏                    | لم يكمل السباق                      |

| Lidl–Trek Future Racing ‏ LTF | Lidl–Trek Future Racing ‏ LTF | Lidl–Trek Future Racing ‏ LTF |
| ---------------------------- | ---------------------------- | ---------------------------- |
| م                            | عداء                         | مرتبة                        |
| 61                           | Niklas Behrens ‏              | 13                           |
| 62                           | Kristian Egholm ‏             | 11                           |
| 63                           | Liam O'Brien‏                 | لم يكمل السباق               |
| 64                           | Cameron Rogers (cyclist) ‏    | 25                           |
| 65                           | Matteo Milan ‏                | 24                           |
| 66                           | Tim Torn Teutenberg ‏         | 7                            |
| 67                           | Axandre Van Petegem ‏         | لم يكمل السباق               |

| ميتك-تي كي إتش مانتيل ‏ MET | ميتك-تي كي إتش مانتيل ‏ MET | ميتك-تي كي إتش مانتيل ‏ MET |
| -------------------------- | -------------------------- | -------------------------- |
| م                          | عداء                       | مرتبة                      |
| 71                         | Victor Broex‏               | 4                          |
| 72                         | Roy Hoogendoorn ‏           | 14                         |
| 73                         | Tim Marsman ‏               | 9                          |
| 74                         | Boris Romers‏               | 61                         |
| 75                         | Axel van der Tuuk ‏         | لم يكمل السباق             |
| 76                         | Casper van der Woude ‏      | 51                         |
| 77                         | Hidde van Veenendaal ‏      | 34                         |

| Parkhotel Valkenburg CT ‏ PHV | Parkhotel Valkenburg CT ‏ PHV | Parkhotel Valkenburg CT ‏ PHV |
| ---------------------------- | ---------------------------- | ---------------------------- |
| م                            | عداء                         | مرتبة                        |
| 81                           | Mathis Avondts‏               | 36                           |
| 82                           | Jelte Krijnsen ‏              | 26                           |
| 83                           | Martijn Rasenberg ‏           | 38                           |
| 84                           | Maxime Duba‏                  | لم يكمل السباق               |
| 85                           | Luke Verburg‏                 | 55                           |
| 86                           | Lars Hohmann‏                 | لم يكمل السباق               |
| 87                           | Meindert Weulink‏             | 42                           |

| Team Lotto–Kern Haus ‏ LKH | Team Lotto–Kern Haus ‏ LKH | Team Lotto–Kern Haus ‏ LKH |
| ------------------------- | ------------------------- | ------------------------- |
| م                         | عداء                      | مرتبة                     |
| 91                        | Leon Arenz ‏               | لم يكمل السباق            |
| 92                        | Joshua Huppertz ‏          | 15                        |
| 94                        | Mil Morang ‏               | لم يكمل السباق            |
| 95                        | Romet Pajur‏               | 56                        |
| 96                        | Mathieu Kockelmann ‏       | لم يكمل السباق            |

| Team Storck-Metropol Cycling ‏ TSM | Team Storck-Metropol Cycling ‏ TSM | Team Storck-Metropol Cycling ‏ TSM |
| --------------------------------- | --------------------------------- | --------------------------------- |
| م                                 | عداء                              | مرتبة                             |
| 101                               | Toni Franz‏                        | لم يكمل السباق                    |
| 102                               | Paul Keller‏                       | لم يكمل السباق                    |
| 103                               | Marc Clauss ‏                      | لم يكمل السباق                    |
| 104                               | Campo Schmitz‏                     | لم يكمل السباق                    |
| 105                               | Patrick Schubert‏                  | لم يكمل السباق                    |
| 106                               | Ole Theiler ‏                      | 12                                |
| 107                               | Noé Ury‏                           | لم يكمل السباق                    |

| فريق تطوير امبلر ‏ CCN | فريق تطوير امبلر ‏ CCN | فريق تطوير امبلر ‏ CCN |
| --------------------- | --------------------- | --------------------- |
| م                     | عداء                  | مرتبة                 |
| 111                   | Rokas Adomaitis ‏      | لم يكمل السباق        |
| 112                   | Kristian Klevgård ‏    | 45                    |
| 113                   | Alekss Krasts ‏        | 50                    |
| 114                   | Aaron Aus‏             | لم يكمل السباق        |
| 116                   | Martti Lenzius‏        | لم يكمل السباق        |
| 117                   | Jomantas Venckus‏      | لم يكمل السباق        |

| Novapor Speedbike‏ NST | Novapor Speedbike‏ NST    | Novapor Speedbike‏ NST |
| --------------------- | ------------------------ | --------------------- |
| م                     | عداء                     | مرتبة                 |
| 121                   | Nikiforos Arvanitou ‏     | لم يكمل السباق        |
| 122                   | Nikolaos Michail Drakos‏  | لم يكمل السباق        |
| 123                   | Robbe De Ryck‏            | لم يكمل السباق        |
| 124                   | Lukas Sulaj Kloppenborg ‏ | 54                    |
| 125                   | Konstantinos Pavlides‏    | لم يكمل السباق        |
| 126                   | Oliver Robinson‏          | لم يكمل السباق        |
| 127                   | Glen Van Nuffelen‏        | لم يكمل السباق        |

| Sauerland NRW-SKS Germany ‏ SVL | Sauerland NRW-SKS Germany ‏ SVL | Sauerland NRW-SKS Germany ‏ SVL |
| ------------------------------ | ------------------------------ | ------------------------------ |
| م                              | عداء                           | مرتبة                          |
| 131                            | Henri-Johannes Appelbaum‏       | لم يكمل السباق                 |
| 132                            | Julian Borresch ‏               | لم يكمل السباق                 |
| 133                            | جاكوب سكوت ‏                    | لم يكمل السباق                 |
| 134                            | Lukas van der Valk‏             | لم يكمل السباق                 |
| 135                            | Lennart Voege‏                  | لم يكمل السباق                 |
| 136                            | Dominik Weiss‏                  | لم يكمل السباق                 |
| 137                            | Paul Wright ‏                   | لم يكمل السباق                 |

| JEGG-DJR Academy‏ ___ | JEGG-DJR Academy‏ ___ | JEGG-DJR Academy‏ ___ |
| -------------------- | -------------------- | -------------------- |
| م                    | عداء                 | مرتبة                |
| 172                  | Jasper de Laat ‏      | 57                   |
| 176                  | Tjalle de Bruin‏      | لم يكمل السباق       |

| WV De IJsselstreek‏ ___ | WV De IJsselstreek‏ ___ | WV De IJsselstreek‏ ___ |
| ---------------------- | ---------------------- | ---------------------- |
| م                      | عداء                   | مرتبة                  |
| 192                    | Jelle Ter Weeme‏        | لم يكمل السباق         |
| 194                    | Lars van Uum‏           | لم يكمل السباق         |
| 196                    | Jasper Schouten‏        | لم يكمل السباق         |
| 197                    | Maarten Vierhout‏       | لم يكمل السباق         |

| Sensa-Kanjers voor Kanjers‏ ___ | Sensa-Kanjers voor Kanjers‏ ___ | Sensa-Kanjers voor Kanjers‏ ___ |
| ------------------------------ | ------------------------------ | ------------------------------ |
| م                              | عداء                           | مرتبة                          |
| 211                            | Bram Leerkes‏                   | لم يكمل السباق                 |

| Willebrord Wil Vooruit‏ ___ | Willebrord Wil Vooruit‏ ___ | Willebrord Wil Vooruit‏ ___ |
| -------------------------- | -------------------------- | -------------------------- |
| م                          | عداء                       | مرتبة                      |
| 227                        | Beau van Izerloo‏           | لم يكمل السباق             |

| TWC De Kempen‏ ___ | TWC De Kempen‏ ___ | TWC De Kempen‏ ___ |
| ----------------- | ----------------- | ----------------- |
| م                 | عداء              | مرتبة             |
| 232               | Joost Nat‏         | 30                |
| 237               | Sten Verzijl‏      | لم يكمل السباق    |

| WV de Hanzerenners‏ ___ | WV de Hanzerenners‏ ___ | WV de Hanzerenners‏ ___ |
| ---------------------- | ---------------------- | ---------------------- |
| م                      | عداء                   | مرتبة                  |
| 246                    | Lucas van de Vosse‏     | لم يكمل السباق         |

| فولكر ويسيلز سيلينج تيم ‏ VWT | فولكر ويسيلز سيلينج تيم ‏ VWT | فولكر ويسيلز سيلينج تيم ‏ VWT |
| ---------------------------- | ---------------------------- | ---------------------------- |
| م                            | عداء                         | مرتبة                        |
| 1                            | Coen Vermeltfoort ‏           | 16                           |
| 2                            | Elmar Abma ‏                  | 47                           |
| 3                            | Jasper Haest ‏                | 40                           |
| 4                            | Stijn Daemen ‏                | 53                           |
| 5                            | Thimo Willems ‏               | لم يكمل السباق               |
| 6                            | بيرت جان يندمان              | 23                           |
| 7                            | Niek Hoornsman‏               | 8                            |

| Unibet Tietema Rockets ‏ TDT | Unibet Tietema Rockets ‏ TDT | Unibet Tietema Rockets ‏ TDT |
| --------------------------- | --------------------------- | --------------------------- |
| م                           | عداء                        | مرتبة                       |
| 11                          | Joren Bloem ‏                | لم يكمل السباق              |
| 12                          | Martijn Budding ‏            | 22                          |
| 13                          | Jelle Johannink ‏            | 10                          |
| 14                          | Tomáš Kopecký (cyclist) ‏    | 21                          |
| 15                          | أندرياس ستوكبرو             | 27                          |
| 16                          | نيكلاس بيديرسين ‏            | 1                           |
| 17                          | Abram Stockman ‏             | 5                           |

| ألبيسين فينيكس تيم ‏ ADD | ألبيسين فينيكس تيم ‏ ADD | ألبيسين فينيكس تيم ‏ ADD |
| ----------------------- | ----------------------- | ----------------------- |
| م                       | عداء                    | مرتبة                   |
| 21                      | Lennert Belmans ‏        | 18                      |
| 22                      | Marceli Bogusławski ‏    | لم يكمل السباق          |
| 23                      | Ramses Debruyne ‏        | لم يكمل السباق          |
| 24                      | Simon Dehairs ‏          | 2                       |
| 26                      | Sente Sentjens ‏         | لم يكمل السباق          |

| بيت سايكلنج ‏ BCY | بيت سايكلنج ‏ BCY           | بيت سايكلنج ‏ BCY |
| ---------------- | -------------------------- | ---------------- |
| م                | عداء                       | مرتبة            |
| 31               | Stijn Appel ‏               | لم يكمل السباق   |
| 32               | Bram Dissel‏                | لم يكمل السباق   |
| 33               | Tijmen Eising ‏             | 6                |
| 34               | فيسل كرول ‏                 | لم يكمل السباق   |
| 35               | Mārtiņš Pluto ‏             | 20               |
| 36               | Lars Loohuis‏               | 44               |
| 37               | Daan van Sintmaartensdijk ‏ | لم يكمل السباق   |

| Development Team DSM–Firmenich PostNL ‏ DDP | Development Team DSM–Firmenich PostNL ‏ DDP | Development Team DSM–Firmenich PostNL ‏ DDP |
| ------------------------------------------ | ------------------------------------------ | ------------------------------------------ |
| م                                          | عداء                                       | مرتبة                                      |
| 42                                         | Axel Källberg ‏                             | 39                                         |
| 44                                         | Frank Aron Ragilo ‏                         | لم يكمل السباق                             |
| 46                                         | Vlad Van Mechelen ‏                         | 3                                          |

| Diftar Continental Cyclingteam ‏ SWY | Diftar Continental Cyclingteam ‏ SWY | Diftar Continental Cyclingteam ‏ SWY |
| ----------------------------------- | ----------------------------------- | ----------------------------------- |
| م                                   | عداء                                | مرتبة                               |
| 51                                  | Robin Löwik‏                         | لم يكمل السباق                      |
| 52                                  | Rick Ottema ‏                        | 17                                  |
| 53                                  | Marvin Peters‏                       | لم يكمل السباق                      |
| 54                                  | Peter Schulting ‏                    | 28                                  |
| 55                                  | Wouter van de Weerdhof‏              | 60                                  |
| 56                                  | Guillaume Visser‏                    | 29                                  |
| 57                                  | Vincent van Dorp‏                    | لم يكمل السباق                      |

| Lidl–Trek Future Racing ‏ LTF | Lidl–Trek Future Racing ‏ LTF | Lidl–Trek Future Racing ‏ LTF |
| ---------------------------- | ---------------------------- | ---------------------------- |
| م                            | عداء                         | مرتبة                        |
| 61                           | Niklas Behrens ‏              | 13                           |
| 62                           | Kristian Egholm ‏             | 11                           |
| 63                           | Liam O'Brien‏                 | لم يكمل السباق               |
| 64                           | Cameron Rogers (cyclist) ‏    | 25                           |
| 65                           | Matteo Milan ‏                | 24                           |
| 66                           | Tim Torn Teutenberg ‏         | 7                            |
| 67                           | Axandre Van Petegem ‏         | لم يكمل السباق               |

| ميتك-تي كي إتش مانتيل ‏ MET | ميتك-تي كي إتش مانتيل ‏ MET | ميتك-تي كي إتش مانتيل ‏ MET |
| -------------------------- | -------------------------- | -------------------------- |
| م                          | عداء                       | مرتبة                      |
| 71                         | Victor Broex‏               | 4                          |
| 72                         | Roy Hoogendoorn ‏           | 14                         |
| 73                         | Tim Marsman ‏               | 9                          |
| 74                         | Boris Romers‏               | 61                         |
| 75                         | Axel van der Tuuk ‏         | لم يكمل السباق             |
| 76                         | Casper van der Woude ‏      | 51                         |
| 77                         | Hidde van Veenendaal ‏      | 34                         |

| Parkhotel Valkenburg CT ‏ PHV | Parkhotel Valkenburg CT ‏ PHV | Parkhotel Valkenburg CT ‏ PHV |
| ---------------------------- | ---------------------------- | ---------------------------- |
| م                            | عداء                         | مرتبة                        |
| 81                           | Mathis Avondts‏               | 36                           |
| 82                           | Jelte Krijnsen ‏              | 26                           |
| 83                           | Martijn Rasenberg ‏           | 38                           |
| 84                           | Maxime Duba‏                  | لم يكمل السباق               |
| 85                           | Luke Verburg‏                 | 55                           |
| 86                           | Lars Hohmann‏                 | لم يكمل السباق               |
| 87                           | Meindert Weulink‏             | 42                           |

| Team Lotto–Kern Haus ‏ LKH | Team Lotto–Kern Haus ‏ LKH | Team Lotto–Kern Haus ‏ LKH |
| ------------------------- | ------------------------- | ------------------------- |
| م                         | عداء                      | مرتبة                     |
| 91                        | Leon Arenz ‏               | لم يكمل السباق            |
| 92                        | Joshua Huppertz ‏          | 15                        |
| 94                        | Mil Morang ‏               | لم يكمل السباق            |
| 95                        | Romet Pajur‏               | 56                        |
| 96                        | Mathieu Kockelmann ‏       | لم يكمل السباق            |

| Team Storck-Metropol Cycling ‏ TSM | Team Storck-Metropol Cycling ‏ TSM | Team Storck-Metropol Cycling ‏ TSM |
| --------------------------------- | --------------------------------- | --------------------------------- |
| م                                 | عداء                              | مرتبة                             |
| 101                               | Toni Franz‏                        | لم يكمل السباق                    |
| 102                               | Paul Keller‏                       | لم يكمل السباق                    |
| 103                               | Marc Clauss ‏                      | لم يكمل السباق                    |
| 104                               | Campo Schmitz‏                     | لم يكمل السباق                    |
| 105                               | Patrick Schubert‏                  | لم يكمل السباق                    |
| 106                               | Ole Theiler ‏                      | 12                                |
| 107                               | Noé Ury‏                           | لم يكمل السباق                    |

| فريق تطوير امبلر ‏ CCN | فريق تطوير امبلر ‏ CCN | فريق تطوير امبلر ‏ CCN |
| --------------------- | --------------------- | --------------------- |
| م                     | عداء                  | مرتبة                 |
| 111                   | Rokas Adomaitis ‏      | لم يكمل السباق        |
| 112                   | Kristian Klevgård ‏    | 45                    |
| 113                   | Alekss Krasts ‏        | 50                    |
| 114                   | Aaron Aus‏             | لم يكمل السباق        |
| 116                   | Martti Lenzius‏        | لم يكمل السباق        |
| 117                   | Jomantas Venckus‏      | لم يكمل السباق        |

| Novapor Speedbike‏ NST | Novapor Speedbike‏ NST    | Novapor Speedbike‏ NST |
| --------------------- | ------------------------ | --------------------- |
| م                     | عداء                     | مرتبة                 |
| 121                   | Nikiforos Arvanitou ‏     | لم يكمل السباق        |
| 122                   | Nikolaos Michail Drakos‏  | لم يكمل السباق        |
| 123                   | Robbe De Ryck‏            | لم يكمل السباق        |
| 124                   | Lukas Sulaj Kloppenborg ‏ | 54                    |
| 125                   | Konstantinos Pavlides‏    | لم يكمل السباق        |
| 126                   | Oliver Robinson‏          | لم يكمل السباق        |
| 127                   | Glen Van Nuffelen‏        | لم يكمل السباق        |

| Sauerland NRW-SKS Germany ‏ SVL | Sauerland NRW-SKS Germany ‏ SVL | Sauerland NRW-SKS Germany ‏ SVL |
| ------------------------------ | ------------------------------ | ------------------------------ |
| م                              | عداء                           | مرتبة                          |
| 131                            | Henri-Johannes Appelbaum‏       | لم يكمل السباق                 |
| 132                            | Julian Borresch ‏               | لم يكمل السباق                 |
| 133                            | جاكوب سكوت ‏                    | لم يكمل السباق                 |
| 134                            | Lukas van der Valk‏             | لم يكمل السباق                 |
| 135                            | Lennart Voege‏                  | لم يكمل السباق                 |
| 136                            | Dominik Weiss‏                  | لم يكمل السباق                 |
| 137                            | Paul Wright ‏                   | لم يكمل السباق                 |

| JEGG-DJR Academy‏ ___ | JEGG-DJR Academy‏ ___ | JEGG-DJR Academy‏ ___ |
| -------------------- | -------------------- | -------------------- |
| م                    | عداء                 | مرتبة                |
| 172                  | Jasper de Laat ‏      | 57                   |
| 176                  | Tjalle de Bruin‏      | لم يكمل السباق       |

| WV De IJsselstreek‏ ___ | WV De IJsselstreek‏ ___ | WV De IJsselstreek‏ ___ |
| ---------------------- | ---------------------- | ---------------------- |
| م                      | عداء                   | مرتبة                  |
| 192                    | Jelle Ter Weeme‏        | لم يكمل السباق         |
| 194                    | Lars van Uum‏           | لم يكمل السباق         |
| 196                    | Jasper Schouten‏        | لم يكمل السباق         |
| 197                    | Maarten Vierhout‏       | لم يكمل السباق         |

| Sensa-Kanjers voor Kanjers‏ ___ | Sensa-Kanjers voor Kanjers‏ ___ | Sensa-Kanjers voor Kanjers‏ ___ |
| ------------------------------ | ------------------------------ | ------------------------------ |
| م                              | عداء                           | مرتبة                          |
| 211                            | Bram Leerkes‏                   | لم يكمل السباق                 |

| Willebrord Wil Vooruit‏ ___ | Willebrord Wil Vooruit‏ ___ | Willebrord Wil Vooruit‏ ___ |
| -------------------------- | -------------------------- | -------------------------- |
| م                          | عداء                       | مرتبة                      |
| 227                        | Beau van Izerloo‏           | لم يكمل السباق             |

| TWC De Kempen‏ ___ | TWC De Kempen‏ ___ | TWC De Kempen‏ ___ |
| ----------------- | ----------------- | ----------------- |
| م                 | عداء              | مرتبة             |
| 232               | Joost Nat‏         | 30                |
| 237               | Sten Verzijl‏      | لم يكمل السباق    |

| WV de Hanzerenners‏ ___ | WV de Hanzerenners‏ ___ | WV de Hanzerenners‏ ___ |
| ---------------------- | ---------------------- | ---------------------- |
| م                      | عداء                   | مرتبة                  |
| 246                    | Lucas van de Vosse‏     | لم يكمل السباق         |

## التصنيف العام النهائي
| التصنيف العام         | التصنيف العام        | التصنيف العام                          | التصنيف العام | التصنيف العام |
| العداء                | العداء               | الفريق                                 | الوقت         |               |
| --------------------- | -------------------- | -------------------------------------- | ------------- | ------------- |
| 1                     | نيكلاس بيديرسين ‏     | Unibet Tietema Rockets ‏                | 3 س 55 د 12 ث |               |
| 2                     | Simon Dehairs ‏       | ألبيسين فينيكس تيم ‏                    | + 43 ث        |               |
| 3                     | Vlad Van Mechelen ‏   | Development Team DSM–Firmenich PostNL ‏ | + 43 ث        |               |
| 4                     | Victor Broex‏         | ميتك-تي كي إتش مانتيل ‏                 | + 43 ث        |               |
| 5                     | Abram Stockman ‏      | Unibet Tietema Rockets ‏                | + 43 ث        |               |
| 6                     | Tijmen Eising ‏       | بيت سايكلنج ‏                           | + 43 ث        |               |
| 7                     | Tim Torn Teutenberg ‏ | Lidl–Trek Future Racing ‏               | + 43 ث        |               |
| 8                     | Niek Hoornsman‏       | فولكر ويسيلز سيلينج تيم ‏               | + 43 ث        |               |
| 9                     | Tim Marsman ‏         | ميتك-تي كي إتش مانتيل ‏                 | + 43 ث        |               |
| 10                    | Jelle Johannink ‏     | Unibet Tietema Rockets ‏                | + 43 ث        |               |
|                       |                      |                                        |               |               |
| مصدر: ProCyclingStats |                      |                                        |               |               |

## وصلات خارجية
- الموقع الرسمي
- لمحة عن سباق ستير فان زوول 2024 على موقع  ProCyclingStats   (برو  سايكلنج  ستاتس) - إحصاءات  محترفي  الدراجات.
- ستير فان زوول 2024 على موقع إحصائيات الدراجات الإحترافية (الإنجليزية)